# Миколаївка (Чортківський район)
Микола́ївка — село в Україні, у Золотопотіцькій селищній громаді Чортківського району Тернопільської області. Розташоване на річці Дністер, на півдні району.
До 2020 адміністративний центр Миколаївської сільської ради, якій були підпорядковані села Губин і Сокілець. До М. приєднано хутори Колонія, Мочарі та Стрипа.
Від вересня 2015 року ввійшло у склад Золотопотіцької селищної громади.
Розташоване за 27 км від м. Бучач. Населення 521 особа (2003).

## Історія
Поблизу села виявлено археологічні пам'ятки пізнього палеоліту, культури кулястих амфор і давньоруської культури.
Перша писемна згадка — 1785.
Діяли «Просвіта», «Сільський господар» та інші українські товариства.
12 червня 2020 року, відповідно до Розпорядження Кабінету Міністрів України від № 724-р «Про визначення адміністративних центрів та затвердження територій територіальних громад Тернопільської області», увійшло до складу Золотопотіцької селищної громади.
19 липня 2020 року, в результаті адміністративно-територіальної реформи та ліквідації Бучацького району, село увійшло до складу Чортківського району.

## Політика

### Парламентські вибори, 2019
На позачергових парламентських виборах 2019 року у селі функціонувала окрема виборча дільниця № 610164, розташована у приміщенні клубу.
Результати
- зареєстрований 331 виборець, явка 67,07%, найбільше голосів віддано за «Слугу народу» — 24,77%, за Об'єднання «Самопоміч» — 18,81%, за Всеукраїнське об'єднання «Батьківщина» — 17,89%.[3] В одномандатному окрузі найбільше голосів отримав Роман Василіцький (Об'єднання «Самопоміч») — 33,49%, за Аллу Стечишин (самовисування) — 28,90%, за Ігоря Сопеля (Слуга народу) — 8,26%[4].

## Соціальна сфера
Працюють загальноосвітня школа 1-2 ступенів, клуб, бібліотека, ФАП, відділення зв'язку, ПАП «Колос», 3 торговельні заклади.

## Пам'ятки
- церква святих верховних апостолів Петра і Павла (1992), капличка (1998).
- насипано символічну могилу Борцям за волю України (1996).

## Відомі уродженці
- Дутка Василь Якович — український художник і педагог.
- Шевчик Олена — українська інженер-хімік, громадська діячка в Австралії.

## Галерея

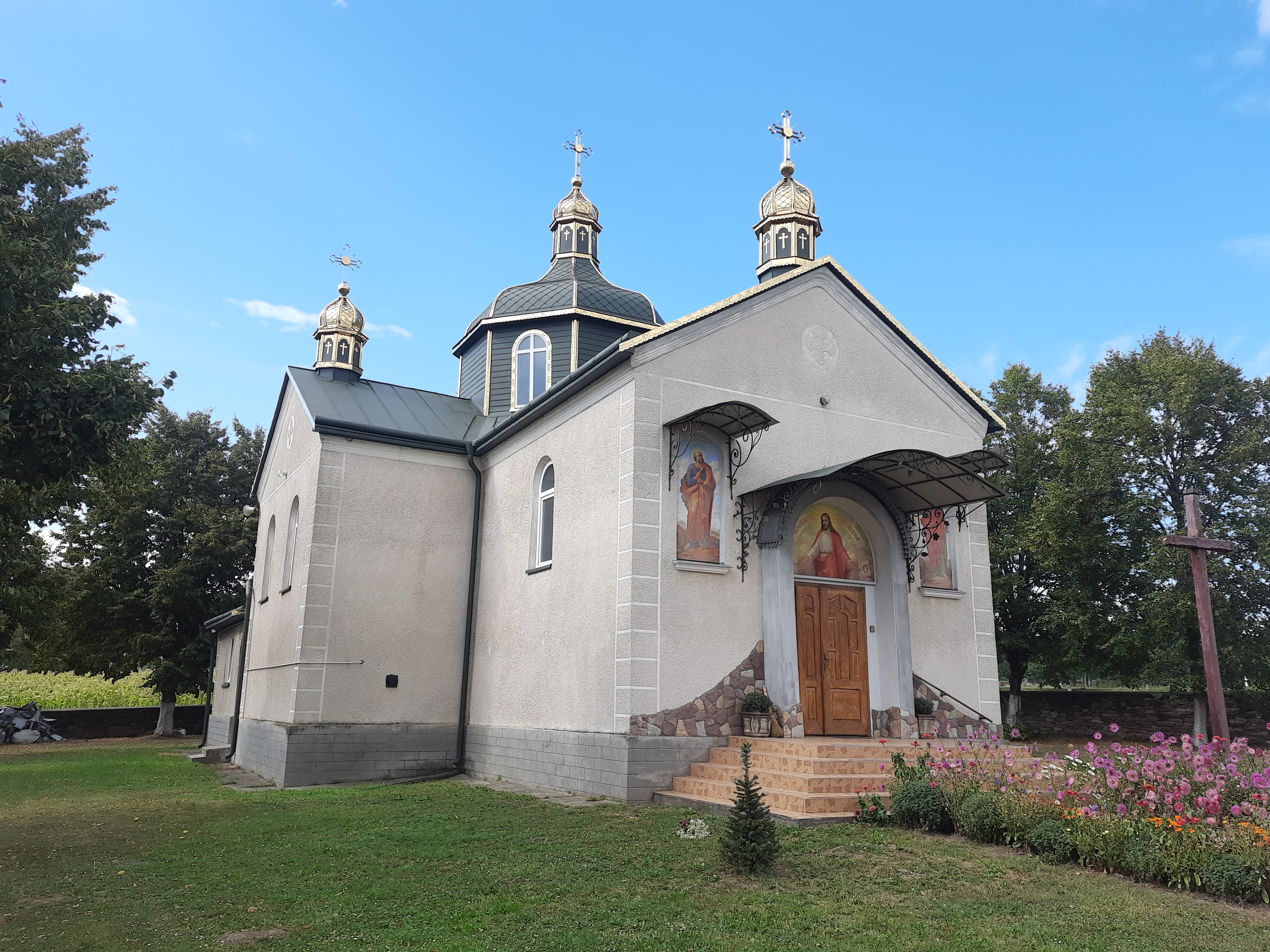
Церква святих верховних апостолів Петра і Павла
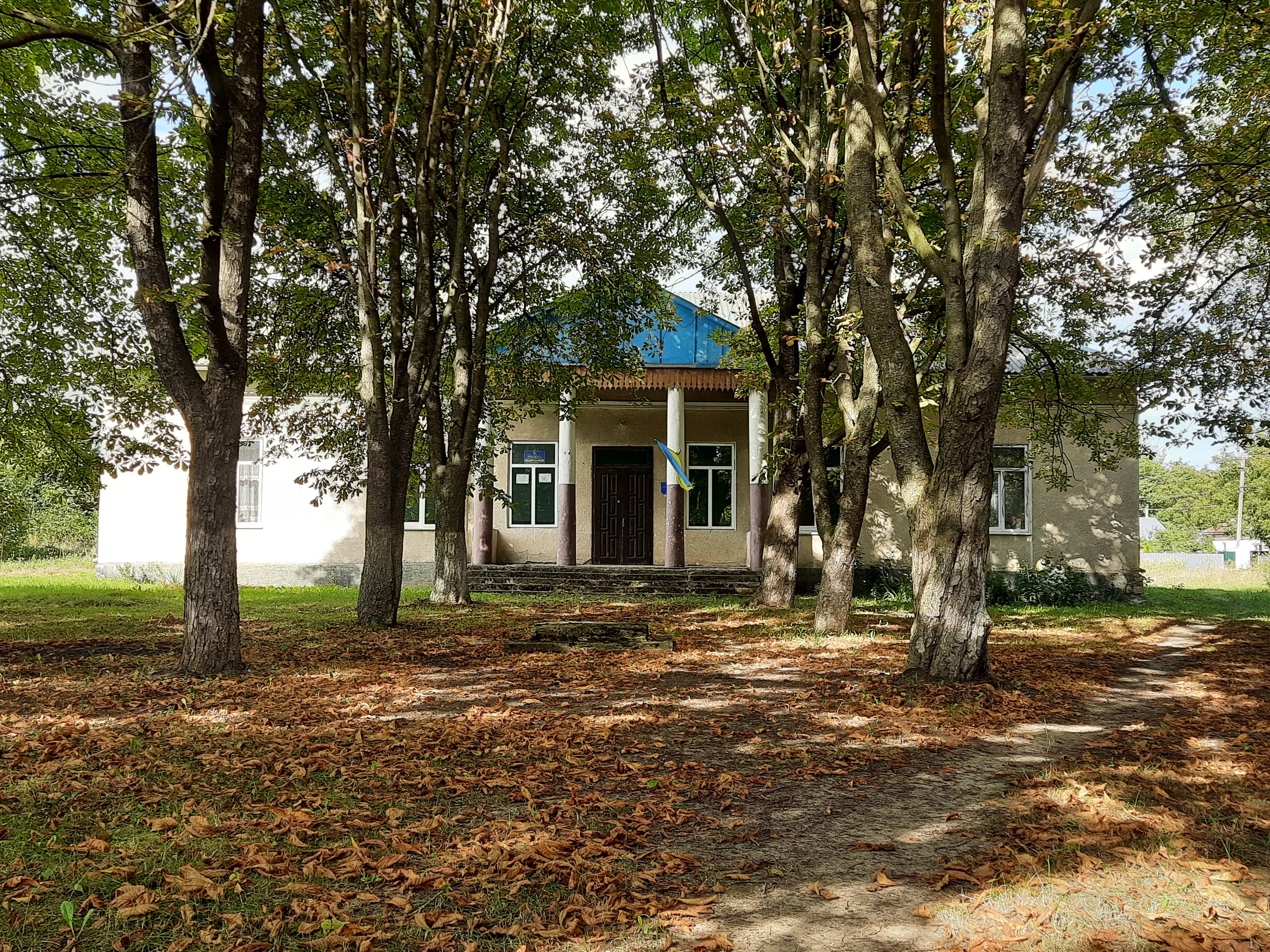
Будинок культури
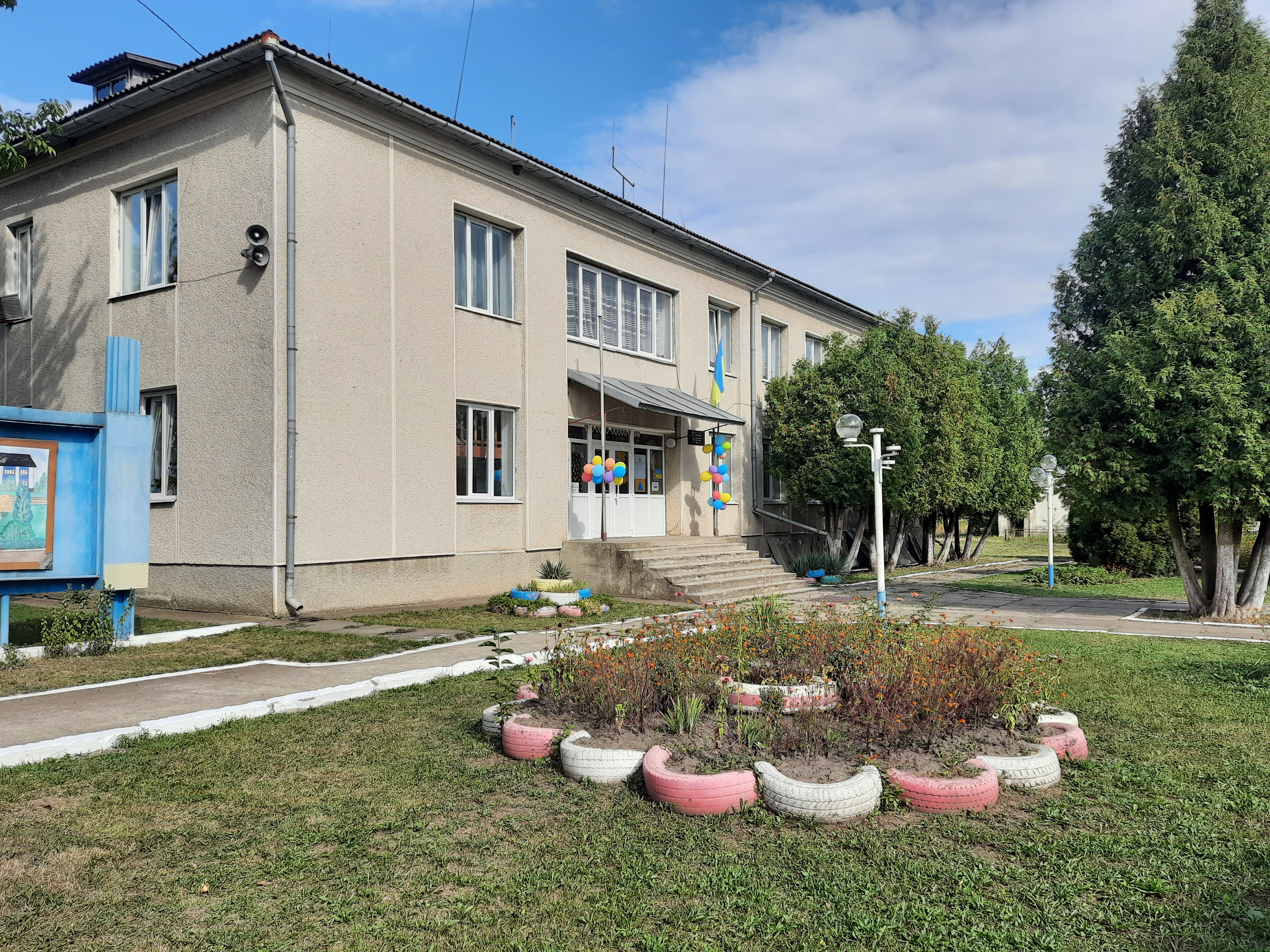
Школа
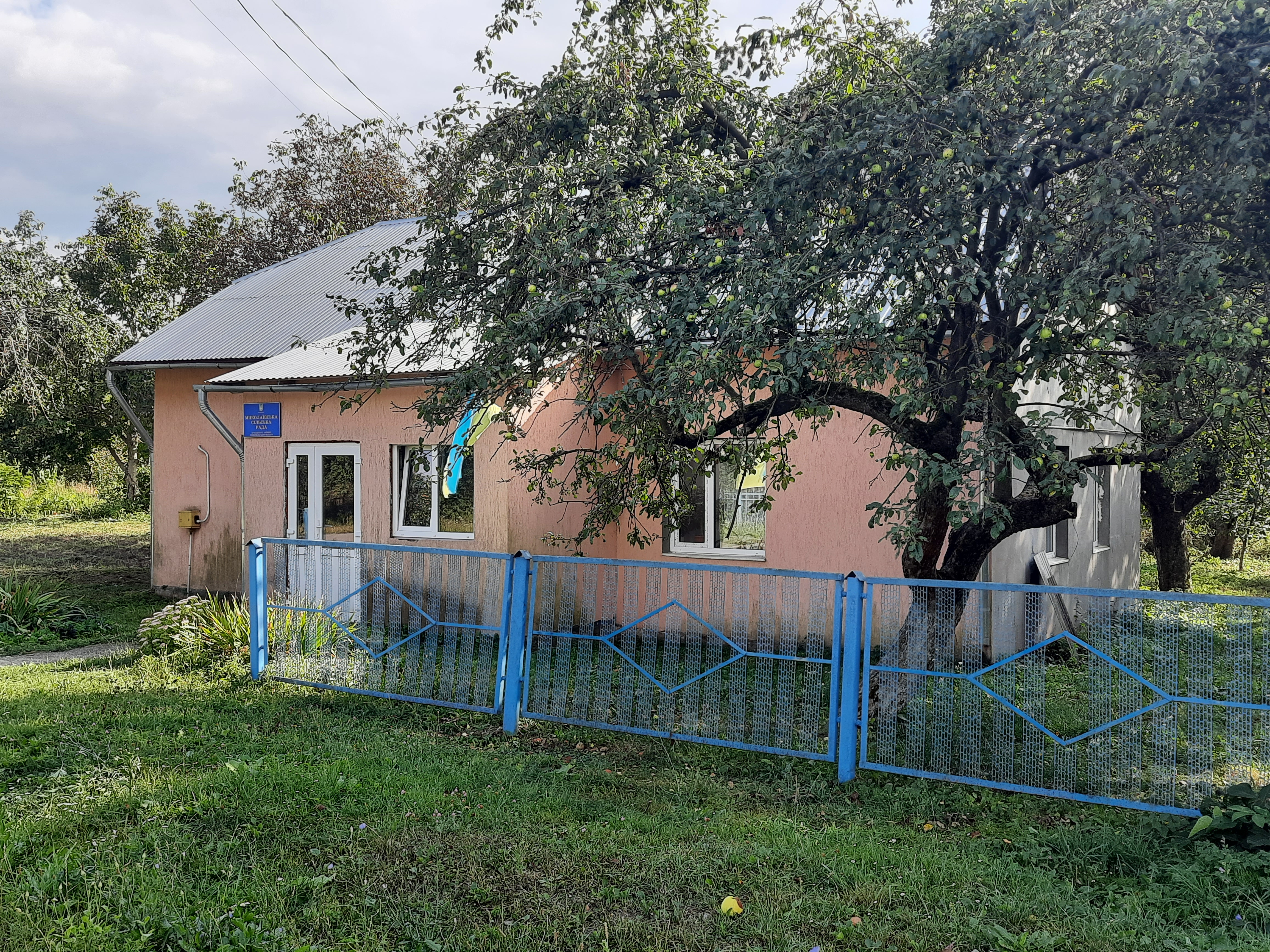
Старостат